# 카를로스 멘샤
카를로스 멘시아(스페인어: Carlos Mencia, 1967년 10월 22일 ~ )는 온두라스 태생의 미국 배우, 희극인이다.

## 출연 작품
- 패밀리 웨딩 (2010)
- 하트브레이크 키드 (2007)
- 펭귄들의 익살극 (2007)
- 더 프라우드 패밀리 무비 (2005)
- 29 팜스 (2002)
- 아웃 오브 타임 (2002)

### 텔레비전
- 더 레이트 레이트 쇼 위드 크레이그 퍼거슨 (2005-06) - 본인
- Up Close With Carrie Keagan (2007) - 본인